# استان مثنی
استان مُثَنّی (یا المثنی، تلفظ: مُثنّا) (به عربی: محافظةالمُثَنّی) نام یکی از استان‌های هیجده‌گانه کشور عراق است.
اکثر ساکنان آن شیعه هستند.

## تاریخچه
پیش از سال ۱۹۷۶ این منطقه به همراه مناطق نجف و قادسیه بخشی از منطقه دیوانیه بودند.
ویرانه‌های سومری اوروک که گفته شده نام عراق احتمالاً از این نام گرفته شده در استان مثنی قرار دارد.
در ۱۳ ژوئیه ۲۰۰۶ نیروهای بریتانیایی، استرالیایی و ژاپنی مسئولیت امنیت این استان را به نیروهای عراقی واگذار کردند که نخستین واگذاری امنیت کل یک استان از سوی نیروهای بیگانه در عراق بود.

## جغرافیا
این استان در جنوب عراق قرار دارد و با کشور عربستان سعودی هم‌مرز است.
مرکز این استان شهر سماوه است.

## شهرهای استان مثنی
۱.سماوه
۲.الرمیثه
۳.السلمان
۴.الخضر
۵.الوركاء

## تقسیمات استانی

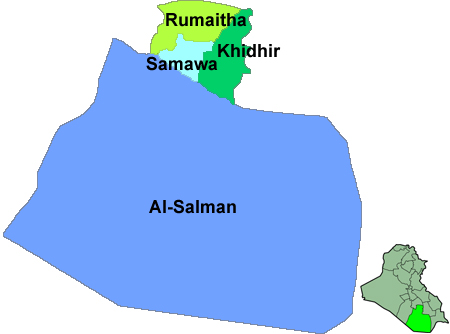

- شهرستان سماوه
- شهرستان سلمان
- شهرستان خِضِر
- شهرستان رُمَیثِه